# Settore 2 (Bucarest)
Il Settore 2 (in romeno Sectorul 2) è uno dei sei settori in cui è suddivisa la città di Bucarest, in Romania.

## Dati demografici
Il Settore 2 è il settore più multiculturale della città. In particolare, contiene la più grande comunità rumena di cinesi, che vive principalmente nei distretti di Colentina e Obor.

## Economia
Air Bucharest ha sede nel Settore 2.

## Quartieri
- Colentina
- Iancului
- Moșilor
- Obor
- Pantelimon
- Ştefan cel Mare
- Tei
- Vatra Luminoasă

## Politica
Il sindaco del settore è Mihai Toader, esponente del Partito Social Democratico. È stata eletta nel 2016 per un mandato di quattro anni. Il Consiglio locale del Settore 2 ha 27 seggi, con la seguente composizione del partito (a partire dal 2016):
|  | Partito Social Democratico (PSD)               | 10 |  |  |  |  |  |  |  |  |  |  |
|  | Partito Nazionale Liberale (PNL)               | 6  |  |  |  |  |  |  |  |  |  |  |
|  | Unione Salvate la Romania (USL)                | 5  |  |  |  |  |  |  |  |  |  |  |
|  | Partito del Movimento Popolare (PMP)           | 2  |  |  |  |  |  |  |  |  |  |  |
|  | Alleanza dei Liberali e dei Democratici (ALDE) | 2  |  |  |  |  |  |  |  |  |  |  |
|  | Partito Ecologista Romeno (PER)                | 2  |  |  |  |  |  |  |  |  |  |  |

### Sindaci
| Sindaco            | Partito | Partito   | Mandato                                  |
| ------------------ | ------- | --------- | ---------------------------------------- |
| Paul Radu Popovăț  |         | PAC       | 23 febbraio 1992 – 16 giugno 1996        |
| Vladimir Popescu   |         | PNT-CD    | 16 giugno 1996 – 18 giugno 2000          |
| Neculai Onțanu     |         | PSD, UNPR | 18 giugno 2000 – 23 marzo 2016 (sospeso) |
| Mihai Mugur Toader |         | PSD       | 23 marzo 2016 – 27 settembre 2020        |
| Radu Mihaiu        |         | USR       | 27 settembre 2020 – in carica            |